# Plombières-lès-Dijon
Plombières-lès-Dijon è un comune francese di 2 968 abitanti situato nel dipartimento della Côte-d'Or nella regione della Borgogna-Franca Contea.

## Società

### Evoluzione demografica
Abitanti censiti